# Vertrag von Pontoise (1413)
Der Vertrag von Pontoise vom 28. Juli 1413 war ein Kompromiss zwischen Johann Ohnefurcht, Herzog von Burgund, und Herzog Johann von Berry im Verlauf des Aufstands der Cabochiens, der seit Ende April in Paris tobte.
Angesichts der Gewaltausbrüche der Cabochiens war die Vereinbarung dazu gedacht, den Frieden in der Stadt wiederherzustellen. Allerdings war der Vertrag angesichts der Reaktion der Bürger der Stadt, vor allem aber der Armagnacs Anfang August und der Flucht Johanns aus der Stadt fast sofort wieder hinfällig.
Siehe auch: Bürgerkrieg der Armagnacs und Bourguignons